# Пол Меннінг
Пол Ме́ннінг  (англ. Paul Manning, 6 листопада 1974) — британський велогонщик, олімпійський чемпіон.

## Виступи на Олімпіадах
| Олімпіада   | Дисципліна                                 | Місце |
| ----------- | ------------------------------------------ | ----- |
| Сідней 2000 | Командна гонка переслідування, 4000 метрів | 3     |
| Афіни 2004  | Командна гонка переслідування, 4000 метрів | 2     |
| Пекін 2008  | Командна гонка переслідування, 4000 метрів | 1     |